# Cristal (Marvel Comics)
Cristal (Dazzler em inglês) é uma personagem fictícia que pertece à Marvel Comics, associada ao grupo dos X-Men. Ela apareceu pela primeira vez em Uncanny X-Men #130 , durante A Saga da Fênix Negra.
Originalmente, foi criada como uma franquia, com o objetivo de representar uma cantora de música disco (mesmo estilo estando em decadência  na época) em uma revista em quadrinhos, porém logo se tornou uma personagem fixa no grupo de heróis mutantes.

## Início
Alison nasceu em Gardendale, New York, e seus pais são Carter e Katherine Blaire. Seus poderes mutantes se manifestaram quando ela estava no colégio. Quando era uma aspirante a cantora, se ofereceu para estudar dança. Foi quando sua habilidade de gerar luz apareceu pela primeira vez. Todo mundo no baile assumiu que era um efeito especial gerado tecnologicamente, uma suposição comumente feita antes que ela se revelasse ser uma mutante mais tarde .
Usando o nome artístico "Cristal", Alison se propôs a fazer um nome para ela na indústria da música, usando seus poderes de luz e a habilidade de dança para melhorar suas performances. É em um de seus shows que Alison encontra pela primeira vez os X-Men , que são atacados pelos integrantes do Clube do Inferno. Irritada com a interrupção de seu programa, Alison direciona sua ira contra os intrusos, e acaba deixando um deles em estado catatônico. Alison posteriormente auxilia o X-Men na busca de Kitty Pryde. Ela sempre soube que a vida como uma “Rainha da Discoteca” seria emocionante, mas encontrar-se lutando ao lado dos X-Men vai um pouco longe demais. Assim, ela recusa a oferta de se juntar à equipe .
Cristal esconde seu status de mutante de todos, principalmente daqueles mais próximos a ela. Depois de familiarizar-se com os vários super-heróis da Marvel, Alison encontra-se continuamente usando suas habilidades para lutar contra criminosos comuns .
Após se mudar para Los Angeles, em uma vã tentativa de sua meia irmã Lois Londos (que tem a habilidade de matar qualquer pessoa com o toque e que não possui controle sobre sua habilidade), Alison tenta carreiras na dança, fitness e modelagem . Influenciada tanto por seu amante, Roman Nekoboh, e seu desejo de diminuir o sentimento anti-mutante, Alison declara publicamente sua identidade mutante. A revelação destrói sua reputação e carreira, o que enviou Alison para um estado depressivo. Forçada a se esconder novamente, ela passa algum tempo como uma tecladista de uma cantora de rock e companheira mutante Lila Cheney.  Mais tarde é possuída por uma entidade maligna e é salva pelos X-Men, quando é recrutada por eles .
Durante o seu tempo com os X-Men, Cristal recebeu treinamento, atinge um maior controle sobre seus poderes, e desenvolve um romance com Longshot enquanto os X-Men estiveram exilados na Austrália. Ela também é forçada a trabalhar com sua antiga desafeto, Vampira, agora regenerada e as duas desenvolvem uma amizade e mútuo respeito. Enfrenta novamente  Mojo ao lado dos X-Men e Longshot e tem com ele um filho que futuramente se revela o misterioso  Shatterstar que veio de outra dimensão.
Entre os fãs de Alison no Universo Marvel estão  o Fanático,Piotr Rasputin, Hulk, Northstar, Rhino, Molly Hayes, Lince Negra e Fada.

## Excalibur
Cristal entrou para o Excalibur devido ao seu namorado Longshot , porém os dois terminaram após Alison perceber o interesse do mesmo por outras mulheres . Além disso ele sofria de amnésia e não se lembrava quem era ela .

## Regresso aos X-Men
Cristal decidiu retomar sua carreira musical baseada na Techno Dance. Juntando-se aos X-Men em São Francisco, permaneceu na equipe mutante até a destruição do Instituto Xavier .
Atualmente, após Cisma e Regenesis, Ciclope conseguiu convencer Alison à permanecer no seu grupo, usando a desculpa de que ela ensinaria as crianças a serem "estrelas" (uma vez que a maioria dos X-Men considera a carreira de Cristal um fracasso).
Alison evoluiu, desenvolveu a habilidade de voar, consegue projetar rajadas energéticas extremamente poderosas, é dona de uma divisão dos X-Men e tornou-se a melhor amiga de Meggan Gwyn, a Fada.

## Poderes e habilidades
Cristal possui a habilidade de transformar som em luzes fortíssimas que podem deixar o inimigo em um estado catatônico. Além disso, pode concentrar seu poder para gerar rajadas psiônicas e, recentemente, oficializou sua habilidade de voo (Uncanny X-Men #531). Em algumas ocasiões conseguiu gerar uma onda psiônica tão extrema à ponto de transformar o inimigo em pó. Quando se esforça, também pode criar hologramas de pessoas. Além disso é invulnerável às luzes que consegue criar, e à qualquer tipo de claridade extrema.
Alison é um atleta altamente qualificada, e tornou-se uma excelente combatente corpo-a-corpo devido à sua formação com os X-Men e com os Gladiadores. Além disso, ela é uma talentosa cantora, atriz, dançarina e patinadora.